# Michał Siciński
Michał Siciński (ur. 10 grudnia 1874 w Grabowcu, zm. 3 listopada 1941 w Auschwitz-Birkenau) – polski polityk, nauczyciel, działacz związkowy i Narodowej Demokracji, senator RP I i III kadencji.

## Życiorys

### Zabór austriacki
Syn Szymona i Karoliny z Rogowskich, urodził się w Grabowcu (obecnie obwód lwowski). Ukończył gimnazjum we Lwowie, a następnie seminarium nauczycielskie w tym mieście. Działał wówczas w Polskim Towarzystwie Gimnastycznym „Sokół” oraz w Towarzystwie Szkoły Ludowej. Po ukończeniu seminarium uczył w kilku szkołach we wschodniej Małopolsce. Po zdaniu egzaminu na nauczyciela wydziałowego z grupy matematyczno-przyrodniczej, w 1898 objął stanowisko nauczyciela w Szkole Męskiej im. Henryka Sienkiewicza we Lwowie, w której pracował do lat 30. XX w.
W 1903 związał się z ruchem narodowym. Od 1905 należał do Stronnictwa Narodowo-Demokratycznego. Od 1906 równocześnie zasiadał we władzach Polskiego Towarzystwa Pedagogicznego. Z jego ramienia nawiązał kontakty z polskimi nauczycielami z pozostałych zaborów oraz organizował tajne komplety dla nauczycieli z Królestwa Kongresowego.
W czasie I wojny światowej zorganizował Obywatelski Komitet Pomocy Nauczycielskiej we Lwowie oraz pomoc dla osób bezdomnych. W 1915 zmobilizowany do austriackiej szkoły oficerskiej, lecz został z niej wkrótce zwolniony, prawdopodobnie ze względów zdrowotnych. W kolejnych latach wojny pracował w wydawnictwie szkolnym we Lwowie.

### Niepodległa Polska
Po odzyskaniu przez Polskę niepodległości jako przedstawiciel Polskiego Towarzystwa Pedagogicznego był zaangażowany w nawiązywanie kontaktów z organizacjami nauczycielskimi z innych byłych zaborów. W 1920 jako ochotnik wstąpił do Wojska Polskiego i wziął udział wojnie polsko-bolszewickiej w stopniu sierżanta. Dostał się do niewoli, jednak z niej zbiegł i przez Rumunię powrócił do Polski.
W 1921 był jednym z inicjatorów założenia Stowarzyszenia Chrześcijańsko-Narodowego Nauczycielstwa Szkół Powszechnych. Wszedł w skład zarządu głównego tej organizacji, a od 1925 aż do wybuchu II wojny światowej był jej prezesem. Ponadto działał w Związku Ludowo-Narodowym z list którego w 1922 wybrany został senatorem RP jako reprezentant województwa stanisławowskiego. W Senacie był członkiem komisji Oświaty i Kultury oraz wiceprzewodniczącym sejmowego Koła Nauczycielskiego. Po trwającej jedną kadencję przerwie, w 1930 ponownie wybrany został senatorem RP z okręgu nr 5 (województwo białostockie) z listy Stronnictwa Narodowego. W Senacie był członkiem komisji regulaminowej. Po zakończeniu kadencji w 1935 nie był już nigdy członkiem parlamentu. Do wybuchu wojny pracował w ruchu nauczycielskim.

### II wojna światowa
1 września 1939 przebywał w Warszawie. Podczas obrony miasta został członkiem Komisji Oświatowej przy Komitecie Obywatelskim Stolicy. Z ramienia Stowarzyszenia Chrześcijańsko-Narodowego Nauczycielstwa Szkół Powszechnych działał w konspiracyjnym zrzeszeniu organizacji nauczycielskich. Działał również w konspiracji Stronnictwa Narodowego. W połowie 1941 został aresztowany przez Niemców. Początkowo osadzony na Pawiaku, następnie wywieziony do obozu Auschwitz-Birkenau, gdzie otrzymał numer obozowy 18 608 i gdzie 3 listopada 1941 zmarł.

## Ordery i odznaczenia
- Złoty Krzyż Zasługi (10 listopada 1938)[1]